# Petrophile semifurcata
Petrophile semifurcata är en tvåhjärtbladig växtart som beskrevs av F. Müll. och George Bentham. Petrophile semifurcata ingår i släktet Petrophile och familjen Proteaceae. Inga underarter finns listade i Catalogue of Life.